# الحمى البوليفية النزفية
الحُمَّى البُوليفِيَّةُ النَّزْفِيَّة وأيضا تعرف بالتِّيفيَّة السوداء أو حمى أوردوغ (بالإنجليزية: Bolivian hemorrhagic fever)‏ هي حمى نزفية ومرض معدي ينتقل عن طريق الحيوانات بدأت في بوليفيا بعد الإصابة بفايروس ماتشوبو.
تم تحديد الحمى النزفية البوليفية لأول مرة في عام 1963. كفيروس الرنا  من فصيلة الفَيروسَةُ الرَّمْلِيَّة من قبل مجموعة بحثية بقيادة كارل جونسون. نظرا لإِمْراضِيَّة فيروس ماتشوبو فهو يتطلب الدرجة الرابعة من السلامة البيولوجية والتي هي أعلى درجة. 

## الوَبائِية

### تاريخه
ظهر هذا المرض لأول مرة في سنة 1962م في قرية بوليفية، ولذلك سمي الحمى البوليفية النزفية. فشلت التحقيقات الأولى في العثور على حامل مفصلي. وقد بحث عن مصادر أخرى للمرض حتى تقرر أن هذا الفيروس ينقل عن طريق الفئران. ورغم أن البعوض لم يتوقع أن يكون هو المسبب الأول للمرض إلا انه تم تجربة  ثنائي كلورو ثنائي فينيل ثلاثي كلورو الإيثان (نوع من المبيدات الحشرية) على البعوض وهو نفس المبيد الذي استخدم لمنع مرض الملاريا والذي أدى بطريقة غير مباشرة بترسب هذه المادة في الكثير من الحيوانات عن طريق الأكل ومن ثم قلة القطط في بوليفيا. وتبعا لذلك انتشرت الفئران فالقرية وادت إلى وباء.

### نواقل المرض
ينقل هذا المرض عن طريق فئران من فصيلة الجرذاوات قطنية متوطنة في شمال بوليفيا. لا تُظهر الحيوانات المصابة أي أعراض وتخرج الفيروس عن طريق الفضلات وبذلك تنقل العدوى. العدوى بين المصابين بحمى بوليفيا تعتبر حالات نادرة.

## الأستخدام كسلاح
كانت الحمى النزفية في بوليفيا واحدة من ثلاثة حمى نزفية من أكثر من اثنتي عشرة من العوامل التي بحثتها الولايات المتحدة كأسلحة بيولوجية محتملة قبل أن تعلق البلاد برنامجها للأسلحة البيولوجية.